# 福永昇三
福永 昇三（ふくなが しょうぞう、1975年10月12日 - ）は、日本のラグビー指導者、元・プロラグビー選手。元三洋電機ワイルドナイツ所属。これまでにラグビー関東代表、学生日本代表、U23日本代表に選出される。2018年現在、東洋大学ラグビー部監督を務める。

## プロフィール
- 岐阜県出身[1]。
- ポジションはロック(LO)。
- 身長 190cm、体重 100kg。
- 関商工高校へ入学しラグビーを始め、3年連続で花園出場。
- 東洋大学では4年でキャプテンとなり、関東大学2部リーグ全勝優勝。
- 学生ワールドカップイタリア大会出場。
- U23日本代表に選ばれたことがある。
- 2003年、三洋電機ワイルドナイツの初代キャプテンとなる。
- 2008年、ラグビートップリーグ初のリーグ戦全勝、悲願の日本一達成。
- 2018年、東洋大学ラグビー部監督就任。